# Altaar van de landbouw
Het Altaar van de landbouw of Tempel van de landbouw is een historisch gebouw in Xuanwu district, Peking, China. Het ligt vlak bij Tiantan. Xiannongtan was gebouwd als taoïstische tempel in de vijftiende eeuw. Het werd gebruikt door de Ming en Qing keizer om offers te geven aan de god van de landbouw. Het gebouw heeft de status van Nationaal beschermde belangrijke cultureel erfgoed (全国重点文物保护单位).